# Lista de curtas-metragens com temática LGBT de 2021
Esta é uma lista de curtas-metragens que contém personagens e/ou temática lésbica, gay, bissexual, ou transgênera que foram e serão lançados em 2021.
| Título                                             | Direção                                | País              | Gênero                      | Elenco                                                                                                 | Anotações |
| -------------------------------------------------- | -------------------------------------- | ----------------- | --------------------------- | --- | --- |
| E Vissero                                          | Aldo Verde                             | Itália            | Comédia                     | Emanuele Di Simone, Vittorio Nastri, Massimo Finelli, Antonella Morea                                  | Dois rapazes resolvem testar um fetiche que um dos dois viu na internet                                                     |
| Gare aux coquins                                   | Jean Costa                             | França            | Animação, Documentário      | Christian Ruspini, Jean Costa, Soa De Muse, Corentin Camplong, Eric Boucher, Éric Lacassagne           | Recriação do primeira viagem do diretor à Córsega                                                                           |
| Haut les coeurs                                    | Adrian Moyse Dullin                    | França            | Drama                       | Sanya Salhi, Rama Ndongo, Yasser Osmani, Aya Halal                                                     | [ 3 ] |
| El joven Diego                                     | Enrique Gimeno Pedrós, Osama Chami     | Espanha           | Drama, Mistério             | Iván Pellicer, Quim Ramos                                                                              | Uma metáfora que explora relações interpessoais e o desejo humano, onde um jovem procura por seu primeiro amor              |
| Luv u Cuz                                          | Eric Pumphrey                          | EUA               | Animação, Ficção Científica | Donzell Lewis, Eric Pumphrey, Rosalyn Sidewater, Lynsey Bartilson, Eden Malyn, Tommy Savas             | No futuro não tão distante, dois primos passam uma noite na cidade e seu relacionamento é testado                           |
| Lyckad upptining av Herr Moro                      | Jerry Carlsson                         | Suécia            | Ficção Científica, Drama    | Richard Sseruwagi, Doreen Ndagire, Lisette Pagler, Margaretha Dalhamn                                  | Um homem descobre que seu parceiro, que está em estado criônico há 43 anos, pode ser revivido                               |
| Memória de quem (não) fui                          | Thiago Kistenmacker                    | Brasil            | Drama                       | Sanni Est, Gabriela Reis, Fernando Alves Pinto, Gabriel Freire, Mitat Marques, Thaylla Varggas         | [ 7 ] |
| More Happiness                                     | Livia Huang                            | EUA               | Drama                       | Joyce Keokham, Tina WongLu                                                                             | Uma conversa com sua mãe leva uma jovem a descobrir seu passado amoroso                                                     |
| Mustard                                            | Louise Kärsbo Svanerud                 | Canadá            | Drama                       | Fiona Fu, Laurel Bailey, Jeremy Truong, Alex Pepin, Mairin Milton                                      | Uma mulher chinesa-canadense de meia idade recém-divorciada treina a nova colega de trabalho no café                        |
| Nicki (نیکی)                                       | Saman Haghighivand                     | Irã               | Drama                       | | Uma mulher trans vai até uma entrevista de emprego em Teerã quando algo traumatizante acontece                              |
| No Goodbyes                                        | William Clift                          | EUA               | Drama, Histórico            | Johan Gran, Mel England, David Lenga, Antoine Perry, Luc Clopton                                       | Um amor em um campo de concentração                                                                                         |
| Nobody’s Boy                                       | Harrison J. Bahe                       | EUA               | Drama                       | John Dixon, Daniel Estrada, Richard Thomas Overfield, Kris Thompson                                    | Um prostituto encontra tanto o lado escuro quanto o lado claro da humanidade                                                |
| Noor & Layla                                       | Fawzia Mirza                           | Canadá            | Drama, Romance              | Sahar B. Agustin-Maleki, Nicole Nwokolo, Urvah Khan                                                    | Cinco momentos no relacionamento entre duas mulheres muçulmanas, marcado pelo azan                                          |
| The Odyssey                                        | Emmanuelle Mattana                     | Austrália         | Comédia                     | Jufia Ajobong, Remy Grunden, Pia Miranda                                                               | Uma pré-adolescente encontra um lado bom de suas aulas online ao poder ver mais da garota de quem ela gosta                 |
| Our Bed Is Green                                   | Maggie Brennan                         | EUA               | Animação, Ficção Científica | Caitlin Duffy, Darien Rolle, Ros                                                                       | [ 15 ] |
| Paroles à l'Amie                                   | Paul Ménagé                            | França            | Drama, Romance, Histórico   | Emma Heidsieck, Lisa Louis Fratani, Edouard Lamoitier                                                  | Em 1906, duas mulheres de lados opostos da sociedade se apaixonam                                                           |
| Paxmal                                             | Sven Schnyder                          | Suíça             | Drama                       | Carlos Leal, Peter Fischli, Clovis Kasanda, Margherita Schoch, Julia Monte, Yannik Zamboni             | Dois homens gays fazem uma viagem de trem após perderem um amigo em comum em um ataque homofóbico                           |
| The People We Hold Dear                            | Alexander Hendricks                    | Países Baixos     | Animação                    | | Um homem vive com seu namorado mas tem que esconder sua relação quando sua mãe vem visitar                                  |
| Pink & Blue                                        | Carmen Lobue                           | EUA               | Drama                       | Jojo Brown, Níke Uche Kadri, Aury Krebs, Aida Basco, Darius Basco                                      | As felicidades e tristezas de um casal trans de cor sendo pais pela primeira vez                                            |
| Plaisir                                            | Molly Gillis                           | França            | Drama, Comédia              | Eleanore Pienta, Sophie Amieva, Alexandra Hollander                                                    | Uma americana solitária enfrenta um amor não correspondido em Plaisir                                                       |
| Pool Boy                                           | Luke Willis                            | EUA               | Romance                     | River Gallo, Tim Torre, Justin Chien                                                                   | Um limpador de piscina não binário chama a atenção de um ex-atleta de sua escola                                            |
| Privilegiada                                       | Alex de la Croix                       | Espanha           | Comédia                     | Alex De La Croix, Cuentos Rosales, Mónica Bustos                                                       | [ 22 ] |
| Pure                                               | Natalie Jasmine Harris                 | EUA               | Drama                       | Mikayla LaShae Bartholomew, Jacob Daniel Smith, Josca Moore                                            | Na noite antes de seu baile de aniversário, uma jovem negra pensa sobre sua identidade queer e questiona sua pureza         |
| Queens vs Zombies From Outer Space                 | Danilo Morales                         | Brasil            | Ficção Científica, Comédia  | Morgana Loren, Aysha Ganzarolli, Guilherme Venâncio, Jorge Peronelli, Christinny Houston, Josy Airam   | Durante uma festa de casamento, um grupo de drag queens precisam lutar contra um vírus alienígena                           |
| Rainbow Flag Flying High (揮舞吧 彩虹旗)           | Zhang Hong                             | Taiwan            | Documentário                | Chia-Wei Chi                                                                                           | Sobre o primeiro ativista gay proeminente de Taiwan                                                                         |
| Red String of Fate                                 | Lovina Yavari, Lance Fernandes         | Canadá            | Ficção Científica, Romance  | Lovina Yavari, ONNA CHAN, Melinda Shankar, Michael Gordin Shore                                        | Em 2090, durante uma guerra civil entre humanos e robôs, uma engenheira de robótica tenta reviver sua falecida amante       |
| Rosie                                              | Paula Cajiao                           | EUA               | Drama                       | Peter Rosaspina, Juanes Montoya, Lady Kenyatta Taiste                                                  | [ 27 ] |
| Rumi and His Roses                                 | Navid Sinaki                           | EUA               | Animação                    | | Um jovem gay iraniano reconta seu primeiro relacionamento usando cartas de amor escondidas em caixas de DVDs                |
| Self Portrait                                      | Gus Aronson                            | EUA               | Drama                       | Henry Shankweiler, Jake Stiel                                                                          | Um jovem fotógrafo questiona sua sexualidade quando um modelo flerta com ele                                                |
| Senior Prom                                        | Luisa Conlon                           | EUA               | Documentário                | Robert M. Clement, Andi Segal, Nancy Valverde                                                          | Uma casa de repouso LGBT planeja um baile para seus residentes                                                              |
| Sestre                                             | Katarina Rešek                         | Eslovênia         | Drama                       | Mina Milovanović, Mia Skrbinac, Sarah Al Saleh                                                         | Três amigas virgens juramentadas entram em uma briga com garotos locais                                                     |
| Setmana Santa                                      | Gerard Miró                            | Espanha           | Drama                       | Elisabeth Bonjour, Hugo Barragán, Mariona Catalán                                                      | Um garoto e sua irmã passam a Semana Santa com sua avó, uma mulher estrita e devota                                         |
| Shangri-La                                         | Isabel Sandoval                        | EUA               | Drama, Romance              | Isabel Sandoval, Matthew Fifer                                                                         | Durante a Grande Depressão, uma mulher fala de seus pensamentos mais íntimos em um confessionário                           |
| Shower Boys                                        | Christian Zetterberg                   | Suécia            | Drama                       | Lucas Andreasson, David Ramirez Knezevic, Robin Stegmar, Erik Lundin, Thomas Olausson                  | Após um dia de treino de futebol, dois meninos competem para ver quem é mais masculino                                      |
| Simone est partie                                  | Mathilde Chavanne                      | França            | Drama                       | Chloé Besson, Lomane de Dietrich, Chara Afouhouye, Zoé Van Herck, Louis Battistelli, Vincent Alexandre | Jovens atores encenam os últimos momentos das vidas dos avós da diretora                                                    |
| SKETCHY: Tales of the Black Doodler                | Rob Walker                             | EUA               | Suspense, Crime             | Jacob A. Ware, Josh Berresford, Nicholas Corda, Christian Cuoco, Bryan Shankman, Brandon Cypel         | Baseado na onda de assassinatos que arrasou a comunidade LGBT de São Francisco nos anos 70                                  |
| Skumjas                                            | Yassin Koptan                          | EUA, Egito        | Drama, Romance              | Melodie Casta, Kayla Eva, Edward Hernandez, Whit Spurgeon, Nessa Varez                                 | Depois de 6 anos em um relacionamento à distância, uma mulher viaja ao Oriente Médio para ver sua namorada                  |
| Smoke, Lilies and Jade                             | Deondray Gossett, Quincy Le Near       | EUA               | Drama, Histórico            | Xavier Avila, Ernesto Reyes, Billy Porter, Alexandra Grey                                              | Um jovem escritor e artista conhece um homem de espírito livre durante o Renascimento do Harlem                             |
| Solitude                                           | Fabio Grossi                           | Itália            | Experimental                | Alessandro Carradori, Gianluca Conversano                                                              | [ 39 ] |
| Space/Walk                                         | Tarik Elmoutawakil                     | Reino Unido       | Documentário                | Mark Lindsey Jones, Miri Layzell-Calder                                                                | Duas pessoas queer de gerações diferentes andam pela costa sul da Inglaterra                                                |
| The Stranger (นายแปลกหน้า)                          | Pipat Wattanapanit                     | Tailândia         | Comédia, Romance            | | Um jovem conhece um estranho ao filmar um documentário em um parque                                                         |
| Sunday's Child                                     | Maisie Richardson-Sellers              | EUA               | Drama                       | Chauntice Green, Numa Perrier, Peter Vack, Paris Stephens, Joy Richardson                              | Uma jovem queer birracial de uma cidade conservadora se muda para Los Angeles e começa a se descobrir                       |
| Sundown Town                                       | Mylo Butler                            | EUA               | Drama, Terror               | | A viagem de dois homens é interrompida quando eles param em uma cidade hostil                                               |
| Sweet Curse (달콤한 저주)                          | Kang Woo                               | Coreia do Sul     | Comédia, Romance, Terror    | | Um homem com inveja de seu amigo invoca um fantasma para atazaná-lo, mas os dois acabam se apaixonando                      |
| Swimming to the End of the World                   | Todd Verow                             | EUA               | Drama                       | Todd Verow, James Kleinmann, Brandon Olson, Jack Waters, Charles Lum, Justin Ivan Brown                | Um homem gay cansado do mundo lembra de seus amantes passados enquanto nada de Nova York a Massachusetts                    |
| Synonymous With                                    | Thom Hilton                            | EUA               | Comédia, Terror, Drama      | Remy Germinario, Thom Hilton, Mark McGann                                                              | Um estudante de cinema entrevista o apresentador queer de seu canal de terror favorito                                      |
| Tannhäuser, a Chávez boy                           | Cristian Mora Moret                    | França, Venezuela | Documentário                | Cristian Mora Moret                                                                                    | Uma reflexão da vida do diretor como um bissexual latino-americano branco vivendo na França                                 |
| Thanksgiving                                       | Hortense Lingjaerde                    | EUA               | Comédia                     | Connor Linnerooth, Curtis Fortier, Samantha Coppola, Thais Menendez, Madeline McKenzie, Daniel Thomas  | Uma jovem retorna à casa dos pais para a Ação de Graças com 'amiga', e não espera ter que sair do armário                   |
| They/Them                                          | Goldbloom Micomonaco                   | Canadá            | Drama                       | Claudelle Tremblay, Heath V. Salazar, Jennifer Busuttil, Sydney Sarayeva                               | Um dia na vida de um jovem queer trans que está descobrindo sua identidade                                                  |
| Thine Own Self                                     | Evan Bode                              | EUA               | Animação                    | | Filme experimental sobre o binário de gênero                                                                                |
| This Is the Way We Rise                            | Ciara Lacy                             | EUA               | Documentário                | Jamaica Heolomeleikalani Osorio                                                                        | Explora o processo criativo de uma poetisa havaiana                                                                         |
| Thơ                                                | Heather Muriel Nguyen, Jake Villadolid | EUA               | Drama                       | Michelle Fang, Zedakiah Koterba, Heather Muriel Nguyen, Malik Tyler                                    | Uma jovem vietnamita-americana assexual e panromântica é pressionada por seu namorado a ser sexual e hétero                 |
| To You My Love                                     | Olivia Margarita Gastaldo              | EUA               | Romance                     | Shan Hafez, Sade Keinu                                                                                 | [ 53 ] |
| Together Again                                     | Stuart Ruston                          | EUA               | Animação, Documentário      | Roger Banks                                                                                            | Um sobrevivente da AIDS reflete sobre sua vida durante a primeira onda da pandemia do COVID-19 em Nova York                 |
| Touch (轻触)                                       | Song Huang                             | China             | Drama                       | Du Yusen                                                                                               | Após ficar cego, um jovem tanta navegar por sua nova vida                                                                   |
| Tracing Utopia                                     | Catarina de Sousa, Nick Tyson          | Portugal, EUA     | Documentário                | | Os sonhos de um grupo de adolescentes queer de Nova York que imaginam um mundo melhor                                       |
| Trade Center                                       | Adam Baran                             | EUA               | Documentário                | Billy Miller, Dale Corvino                                                                             | As vozes de homens gays que procuravam por sexo no World Trade Center nos anos 80 e 90                                      |
| Tuxedo Terrace                                     | Carmine Bicchetti                      | EUA               | Comédia                     | Paul Fox, Xian Mikol, Alexandra Grossi, Alexandra LeMosle, Zachary Roozen, Josh Wells                  | Quando o governo começa a suspeitar deles, um imigrante gay e sua esposa lésbica dão uma festa para enganá-lo               |
| Ulrichs 1867                                       | Sven Niemeyer                          | Alemanha          | Drama                       | | Sobre Karl Heinrich Ulrichs; advogado, sexólogo, jornalista, e escritor, conhecido como o primeiro ativista gay da Alemanha |
| Vestirse                                           | John Kilberg                           | EUA               | Drama                       | John Kilberg, Cristina Alvarez Kilberg                                                                 | Uma pessoas tenta se arrumar para a visita de sua mãe, mas não sabe o que vestir                                            |
| Waking Up                                          | James Patrick Nelson                   | EUA               | Drama                       | Dennis Elkins, James Patrick Nelson                                                                    | Um homem gay visita seu tio no hospital e os dois falam sobre amor e perdão                                                 |
| We two                                             | Grace Porter                           | Reino Unido       | Drama                       | Grace Carter, Lynsey Murrell                                                                           | Um último adeus entre duas amantes                                                                                          |
| When I’m Her                                       | Emily Schuman                          | EUA               | Documentário                | Michael Cusumano, Madame Olga, Michael Apuzzo                                                          | Um prodígio do balé usa seu alter ego de instrutora russa para se reconciliar com o trauma de seu passado                   |
| Why Did She Have to Tell the World?                | Abbie Pobjoy                           | Austrália         | Documentário                | Francesca Curtis, Phyllis Papps                                                                        | Sobre o primeiro casal lésbico a sair do armário na televisão pública australiana, 50 anos atrás                            |
| Yesterday, My Dead Boyfriend Messaged Me on Grindr | Curtis Lee                             | Austrália         | Drama                       | Michael Cameron, Adam Golledge                                                                         | Após a morte inesperada de seu namorado, um homem encontra o fantasma deste no Grindr                                       |
| Yéyé                                               | Laneikka Denne                         | Austrália         | Drama                       | Charlotte Robertson, Skye Beker                                                                        | Uma mulher acaba de terminar com sua namorada                                                                               |